# طمارين ذهبي اليد
طمارين ذَهَبيّ اليد (الأسم العلمي : Saguinus midas) ، والمعروف أيضًا باسم طمارين ميداس ، وهو طمارين من سعادين العالم الجديد ينتمي إلى عائلة بهيات الشعر.

## التوزيع
هذا النوع من القرود يستوطن المناطق الحرجية شمال نهر الأمازون في البرازيل وغيانا وغيانا الفرنسية وسورينام وربما قد يتواجد في فنزويلا. كان يُعتقد سابقًا أن هناك عددًا من الطمارين جنوب نهر الأمازون ويفتقر إلى صفات هذا النوع من حيث القدمين واليدين حيث كانت متناقضتين في اللون، وكان يمثل مجموعة فرعية من الطمارين أحمر اليد، لكن يُعامل الآن على أنه نوع منفصل وهو الطمارين الأسود.
يبدو أن أعداد هذا النوع من الطمارين تتسع لتشمل النطاق التاريخي للطمارين المُرقطة (متعدد الألوان)، فمع التوزع الكثيف للطمارين الأحمر لعله حل تدريجيا محل الطمارين المرقطة من خلال المنافسة بين الأنواع .
هذا النوع يفضل الأشجار التيجان الصغيرة.

## الوصف
20.5–28 سنتيمتر (8.1–11.0 بوصة) هو حجم جسم و 20.5–28 سنتيمتر (8.1–11.0 بوصة) ؛ مع الذيل يقاس ما بين 31–44 سنتيمتر (12–17 بوصة) . يزن ما بين 400–550 غرام (0.88–1.21 رطل) .

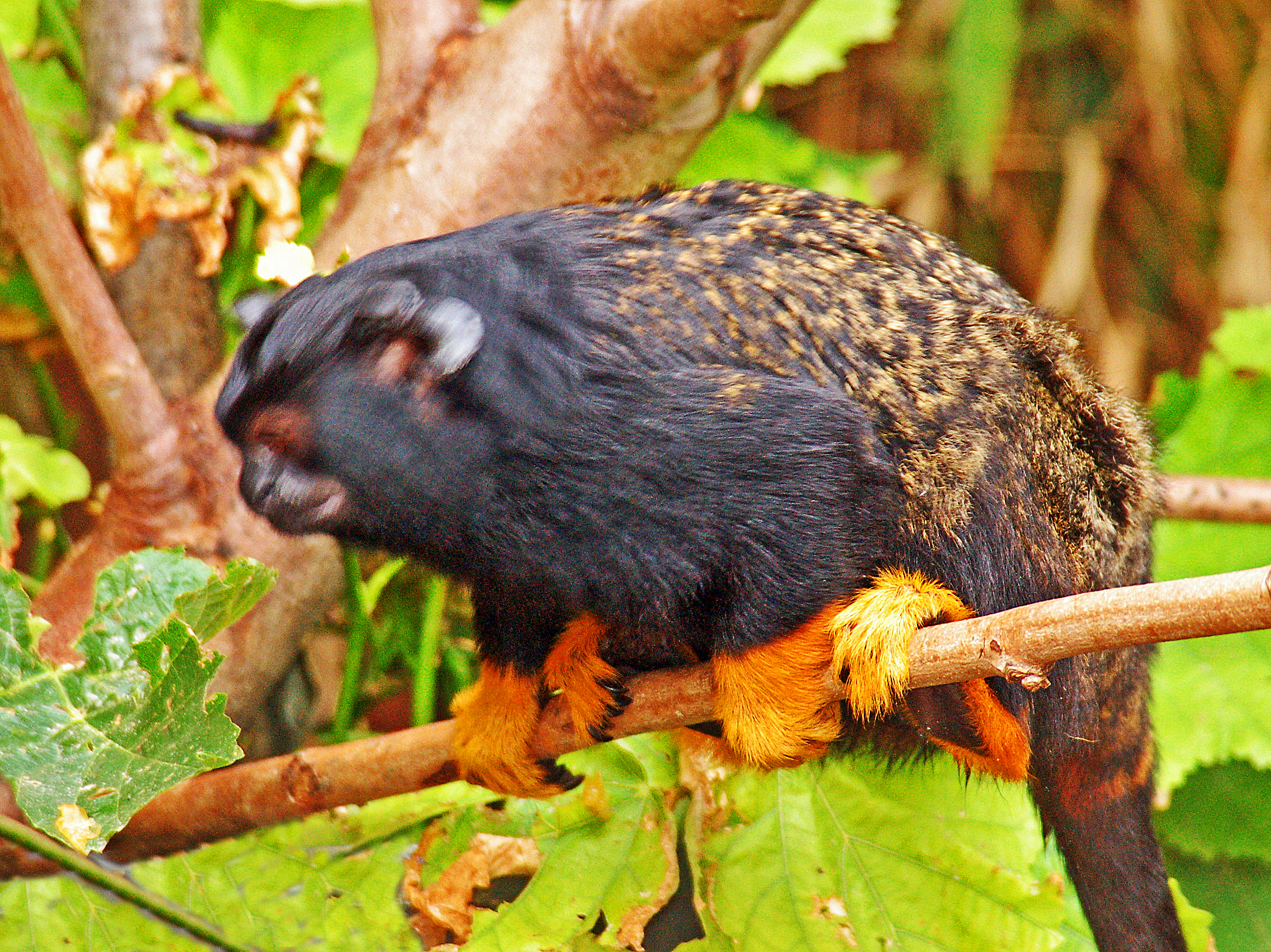
ساجوينوس ميداس

فراء طمارين أحمر اليد تكون بني أو سوداء اللون، مع شعر برتقالي مُحمر ومتباين على قدميه ويديه (ومن هنا جاء الأسم الشائع). الوجه المظلم هو أصلع لا يملئه الشعر، كما هناك آذان حادة السمع وكبيرة تخرج من الفراء. كما هو الحال مع جميع الطمارين، هناك مخالب بدلاً من الأظافر على الأصابع وأصابع القدم (باستثناء إصبع القدم الكبير). علاوة على ذلك، فإن الإبهام ليست قادر على التحرك بسكل مُنفصل عن اليد.

## علم الأحياء والسلوك
يبلغ متوسط العمر المتوقع لطمارين أحمر اليد حوالي 10 سنوات في البرية  و 16 عامًا في العادة. يعيش هؤلاء القرود المتمردون في مجموعات تعاونية من 4 إلى 15 عضوًا مع منافسة قليلة داخل المجموعة حتى بين الذكور المولودة. يمكن للبالغين بلوغ سن النضج الجنسي في سن 16-20 شهرًا. لن تتكاثر سوى أنثى واحدة في المجموعة أثناء موسم التكاثر مع قيام الإناث الأخرى بكبت الغريزة. تتراوح فترة الحمل بين 140 و 170 يومًا  وتلد الأمهات عادةً نسلين. يتم رعاية الطمارين الشباب في المقام الأول من قبل الأب وتسليمه للأم فقط للرضاعة، ولكن المجموعة بأكملها تساعد في رعاية الشباب. يمثل الدفاع أولوية بالنسبة للمجموعة، وعندما يتعرض أحد الطمارين للتهديد، يندفع الآخرون للدفاع. يُعتبر طمارين أحمر اليد همجياَ وقد يكون عدوانيًا، مع وجود الأنياب والمخالب الحادة بدلاً من أظافر الأصابع على جميع الأصابع وكل ما عدا إصبع القدم الكبير.
الطمارين ذو اليدين الحمراء هو متسلق استثنائي ويقضي معظم وقته بين كروم الأشجار وفروعها. وهو سريع ومرن ولديه وصلة رائعة في التنقل والقفز لمسافات تزيد عن 60 قدم (18 م) من شجرة إلى الأرض مع عدم وجود علامة للإصابة، كما انها آكلة للحوم. يتكون نظامها الغذائي من الأوراق والنباتات والفواكه والزهور والبيض والحشرات والمفصليات والضفادع والعناكب والسحالي والرحيق. القطط الصغيرة وطيور الجارحة والثعابين هي ضمن قائمة الحيوانات التي تفترس هذا النوع من القرود.